# Stirellus peshawarensis
Stirellus peshawarensis är en insektsart som beskrevs av Mahmood, Sultana och Waheed 1972. Stirellus peshawarensis ingår i släktet Stirellus och familjen dvärgstritar. Inga underarter finns listade i Catalogue of Life.